# ماهاولو (فارافانگانا)
ماهاولو (به لاتین: Mahavelo) یک منطقهٔ مسکونی در ماداگاسکار است که در فرافنگانا واقع شده‌است. ماهاولو ۸٬۰۰۰ نفر جمعیت دارد و ۱۳ متر بالاتر از سطح دریا واقع شده‌است.